# Torre de Santa Llúcia
La Torre de Santa Llúcia és un edifici del municipi de Martorell (Baix Llobregat) inclòs en l'Inventari del Patrimoni Arquitectònic de Catalunya.

## Descripció
La Torre de Santa Llúcia conserva elements gòtics, un pati d'estil renaixentista amb una doble galeria amb arcs i pilars, i els antics celler i cavallerissa tenen pilars i voltes del segle xiv, a més de voltes catalanes del segle xviii. L'edifici s'aixeca a l'entorn d'un pati rectangular, porticat en dos dels seus costats i amb escala recta exterior. El pati té, als baixos, arcades escarseres sobre columnes de fust vuitavat i el pis té una galeria d'arcs el·líptics molt rebaixats sobre columnes de fust polilobulat. Els únics detalls escultòrics són els escuts dels Requesens i dels Calders, els seus procuradors. A la façana principal de la Torre hi ha el portal, fet amb grans dovelles, i diverses finestres gòtiques biforades tapiades. N'hi ha algunes, també tapiades, a la façana lateral. En aquesta façana hi ha dos altres cossos afegits: un és apaïsat, té balcons i finestres rectangulars i sembla obra posterior (segles XVII-XVIII) i l'altre és la capella neoromànica del seu costat, construïda el 1871.

## Història
Data de començaments del segle xiii; el 1208 ja apareix citada en un document. Anomenada Torre dels Crossos, a finals del segle xv va passar a la família Requesens, senyors de Martorell. Hi visqueren els Calders, procuradors seus. Els Requesens posseïren la vila de Martorell i la baronia de Castellví de Rosanes des del 1474, quan Joan II, després de la capitulació de Barcelona, malgrat l'antiga promesa que la vila no seria alienada de la corona i la continua oposició dels seus habitants, vengué la baronia a carta de gràcia a Lluís de Requesens i de Soler per 15.000 florins d'or d'Aragó.
Hi ha documents que indiquen que el febrer de 1519 hi va fer estada l'emperador Carles V i que posteriorment, el 1551, també hi va pernoctar el seu fill i successor, Felip II, que era company d'infantesa de Lluís de Requesens i de Zúñiga, patge reial i lloctinent de Joan d'Àustria a la batalla de Lepant, que va ser qui va reconstruir la Torre de Santa Llúcia quan prengué possessió de la baronia a la mort de la seva mare, Estefania de Requesens, l'any 1549.
L'any 1641, durant la Guerra dels Segadors, els pagesos de la vila hi van calar foc revoltats contra el marquès de los Vélez, casat amb una Requesens, que aleshores era virrei de Catalunya i que havia entrat al poble a sang i foc.
La denominació Torre de Santa Llúcia és de l'any 1828, en què es va construir una petita capella a l'interior. El 1871 es va bastir, annexa a la casa pairal, la capella neoromànica dedicada a Santa Llúcia, l'interior de la qual va ser destruït l'any 1936. Fins aleshores, cada 13 de desembre s'hi celebrava un famós aplec on acudien molts vilatans. Hi feien una ballada de sardanes a la gran era, una escudella general i s'hi compraven els torrons de Nadal a les parades que s'hi muntaven.
Al llarg de vuit segles, la hisenda agrària de la propietat va ser de les més importants i extenses del Baix Llobregat. La masoveria i multitud de parceries donaven vida a moltes famílies pageses en les terres més fèrtils del pla del Llobregat.
L'any 1963 els extensíssims terrenys de la finca es van expropiar i s'hi va construir un polígon industrial. L'any 2004, les obres de l'AVE van fer enderrocar l'edifici de l'antic celler, construït a mitjan XIX i situat al costat del caseriu i de l'era. Els últims masovers van habitar la casa i la van conservar fins a l'any 1981, però des que en van marxar s'ha anat deteriorant. El 1991 va ser declarada Bé Cultural d'Interès Local i el 2007 l'Ajuntament de Martorell la va adquirir a la família Barnola, els últims propietaris.
L'estat actual de l'edifici és d'abandonament. L'Ajuntament, actual propietari, no hi ha fet actuacions de protecció i conservació. La coberta té desperfectes greus i la pluja en va fent malbé tot l'interior.